# Gotō
Gotō (五島市?) è la città giapponese della prefettura di Nagasaki il cui territorio comprende le 63 isole situate nella parte a sudovest delle 140 omonime isole Gotō.